# Markomby

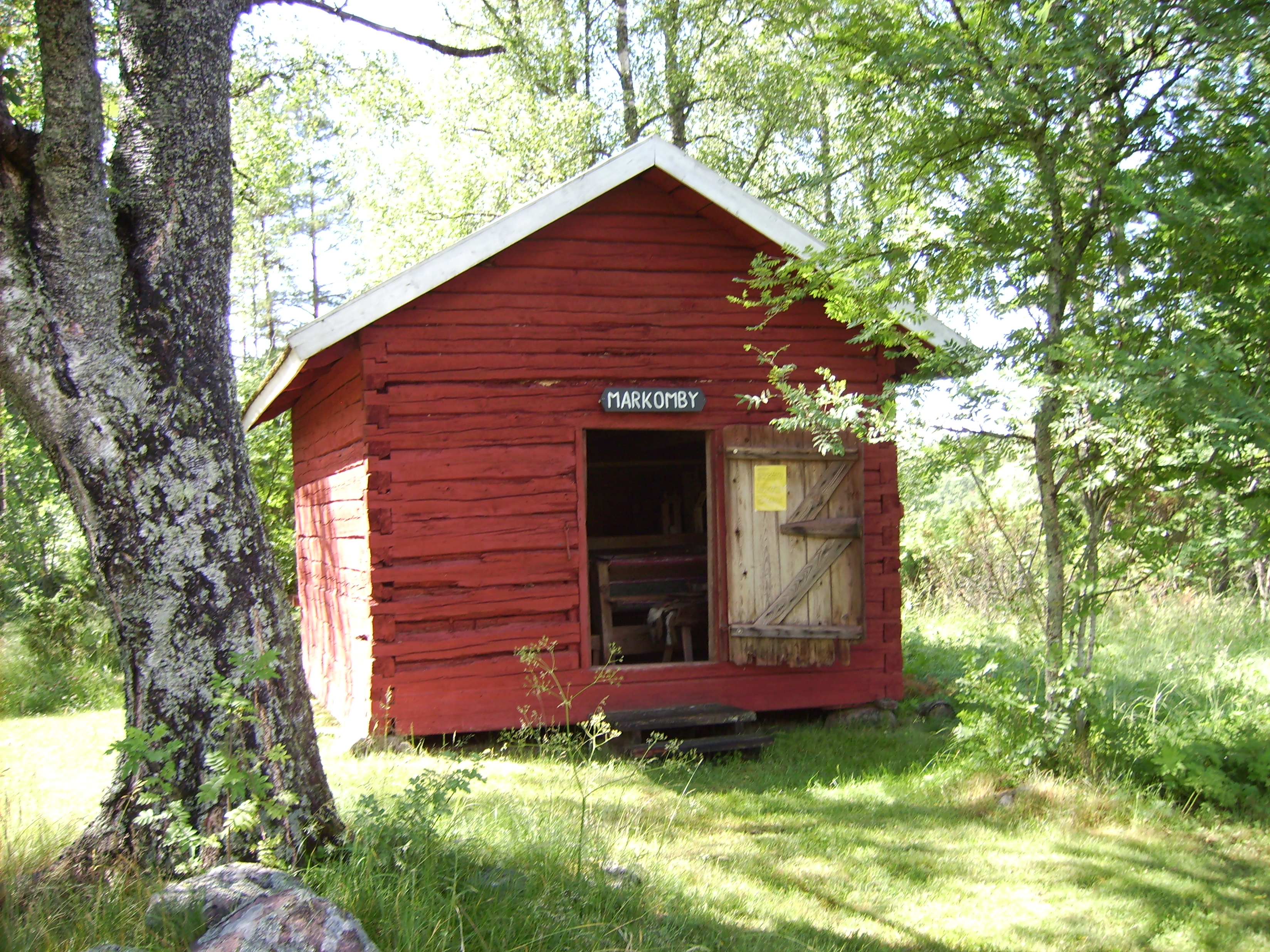
Byggnad från Markomby på Korpo hembygdsmuseum.

Markomby är en by i Korpo kommundel i Pargas stad i Åbo skärgård. I byn finns ett vandrarhem. Byn har genom Nagu- och Korpo-färjorna vägförbindelse med fastlandet. I byn finns också ett föreningshus, Gjallarhorn, som drivs av den finlandssvenska ungdomsföreningsrörelsen.